# Grotte
Grotte es una comuna siciliana, en la provincia de Agrigento.

## Evolución demográfica
| Gráfica de evolución demográfica de Grotte entre 1861 y 2001 |
|                                                              |
| Fuente ISTAT - elaboración gráfica de Wikipedia              |

- Datos: Q431568
- Multimedia: Grotte (Italy) / Q431568

1. ↑  Worldpostalcodes.org, código postal n.º 92020.
2. ↑  «Codici Catastali». Comuni-italiani.it (en italiano). Consultado el 29 de abril de 2017.